# Мадудов, Николай Григорьевич
Никола́й Григорьевич Мадудов (1 января 1936 года, село Еловка, Каратузский район, Красноярский край — 3 декабря 1993 года) — советский и российский военный деятель, генерал-полковник (1988).

## Биография
С 1954 года — в Советской Армии. В 1957 году окончил Ташкентское танковое училище. Член КПСС.
В 1967 году окончил Военную академию бронетанковых войск.
В 1977 году окончил Военную академию Генерального штаба Вооружённых Сил имени К. Е. Ворошилова.
С 1977 года — командир 45-й гвардейской мотострелковой дивизии.
С 1979 года — командир 6-й гвардейской мотострелковой Львовской ордена Ленина, Краснознамённой, ордена Суворова дивизии.
С 1981 года — начальник штаба — первый заместитель Командующего 3-й общевойсковой армии (Магдебург).
Делегат XXVI съезда КПСС.
С 1983 года — Командующий 6-й гвардейской танковой армией.
С 1985 года — первый заместитель Командующего Белорусского военного округа. Руководил мероприятиями войск округа после аварии 26 апреля 1986 года на Чернобыльской АЭС.
С 1987 года — Командующий войсками Уральского военного округа.
С 1989 года по состоянию здоровья переведён в Москву на должность Первого заместителя начальника Главного управления военно-учебных заведений МО СССР, а затем Начальника Главного управления военно-учебных заведений МО РФ.
С 1993 года — в запасе.

Могила Мадудова Н.Г. на Кунцевском кладбище Москвы.

Скончался 3 декабря 1993 года от гипертонической болезни. Похоронен на Кунцевском кладбище города Москвы.

## Награды
- Орден Красной Звезды
- Орден «За службу Родине в Вооружённых Силах СССР» 3-й степени
- Медаль «За воинскую доблесть. В ознаменование 100-летия со дня рождения Владимира Ильича Ленина»
- Медаль «За укрепление боевого содружества»
- Юбилейная медаль «Двадцать лет Победы в Великой Отечественной войне 1941—1945 гг.»
- Медаль «Ветеран Вооружённых Сил СССР»
- Юбилейная медаль «50 лет Вооружённых Сил СССР»
- Юбилейная медаль «60 лет Вооружённых Сил СССР»[1]
- Юбилейная медаль «70 лет Вооружённых Сил СССР»[2]
- Медаль «За безупречную службу» I степени
- Медаль «За безупречную службу» II степени
- Медаль «За безупречную службу» III степени
- Награды иностранных государств